# Liste der Kellergassen in Bad Pirawarth
Die Liste der Kellergassen in Bad Pirawarth führt die Kellergassen in der niederösterreichischen Gemeinde Bad Pirawarth an.
| Foto |                 | Kellergasse                       | Standort                   | Beschreibung |
| ---- | --------------- | --------------------------------- | -------------------------- | --- |
| BW   | Datei hochladen | „Bei der Feldgasse“               | KG: Bad Pirawarth Standort | Die Kellergasse ist eine beidseitige Einzelkellergasse in Hohlweglage. Sie besteht aus 27 Gebäuden und hat eine Länge von 150 Metern. Die älteste Datierung geht auf das Jahr 1933 zurück.                               |
| BW   | Datei hochladen | Bindergasse/Oberer Berg/„Hohlweg“ | KG: Bad Pirawarth Standort | Die Kellergasse ist eine beidseitiges Kellergassensystem in Hohlweglage sowie an einer Geländekante. Sie besteht aus 63 Gebäuden und hat eine Länge von 550 Metern. Die älteste Datierung geht auf das Jahr 1848 zurück. |
| BW   | Datei hochladen | Herrengasse                       | KG: Bad Pirawarth Standort | Die Kellergasse ist eine einseitige Einzelkellergasse an einer Geländekante. Sie besteht aus 16 Gebäuden und hat eine Länge von 200 Metern.                                                                              |
| BW   | Datei hochladen | Kellerweg                         | KG: Bad Pirawarth Standort | Die Kellergasse ist eine einseitige Einzelkellergasse in Hanglage. Sie besteht aus 20 Gebäuden und hat eine Länge von 250 Metern.                                                                                        |
| BW   | Datei hochladen | Unterer Berg                      | KG: Bad Pirawarth Standort | Die Kellergasse ist eine einseitige Einzelkellergasse an einer Geländekante. Sie besteht aus 16 Gebäuden und hat eine Länge von 200 Metern. Die älteste Datierung geht auf das Jahr 1925 zurück.                         |
| BW   | Datei hochladen | Viehtrift/Linke Vorstadt          | KG: Bad Pirawarth Standort | Die Kellergasse ist eine beidseitige Einzelkellergasse in Graben- und Muldenlage. Sie besteht aus 93 Gebäuden und hat eine Länge von 800 Metern. Die älteste Datierung geht auf das Jahr 1855 zurück.                    |
| BW   | Datei hochladen | Wiener Weg                        | KG: Bad Pirawarth Standort | Die Kellergasse ist eine beidseitige Einzelkellergasse in Hohlweglage. Sie besteht aus 81 Gebäuden und hat eine Länge von 400 Metern. Die älteste Datierung geht auf das Jahr 1858 zurück.                               |
| BW   | Datei hochladen | „Verlängerung Sommerzeile“        | KG: Kollnbrunn Standort    | Die Kellergasse ist eine einseitige Einzelkellergasse an einer Geländekante. Sie besteht aus 16 Gebäuden und hat eine Länge von 200 Metern.                                                                              |
| BW   | Datei hochladen | Am Kellerberg                     | KG: Kollnbrunn Standort    | Die Kellergasse ist ein beidseitiges Kellergassensystem in Hügelweglage. Sie besteht aus 153 Gebäuden und hat eine Länge von 1000 Metern. Die älteste Datierung geht auf das Jahr 1830 zurück.                           |

| Foto:                    | Fotografie der Kellergasse (Gesamtheit). Klicken des Fotos erzeugt eine vergrößerte Ansicht. Daneben finden sich zwei Symbole: \| Weitere Bilder vorhanden \| Das Symbol bedeutet, dass weitere Fotos des Objekts verfügbar sind. Durch Klicken des Symbols werden sie angezeigt. \| \| Eigenes Foto hochladen \| Durch Klicken des Symbols können weitere Fotos des Objekts in das Medienarchiv Wikimedia Commons hochgeladen werden. \| |
| Name:                    | Bezeichnung der Kellergasse |
| Standort:                | Es ist die Katastralgemeinde (KG) angegeben. Durch Aufruf des Links Standort wird die Lage der Kellergasse in verschiedenen Kartenprojekten angezeigt. |
| Beschreibung             | Kurze Beschreibung der Kellergasse |
| Weitere Bilder vorhanden | Das Symbol bedeutet, dass weitere Fotos des Objekts verfügbar sind. Durch Klicken des Symbols werden sie angezeigt. |
| Eigenes Foto hochladen   | Durch Klicken des Symbols können weitere Fotos des Objekts in das Medienarchiv Wikimedia Commons hochgeladen werden. |